# Monorail (Bobbejaanland)
Monorail is een monorail in het Belgische attractiepark Bobbejaanland en staat in de themagebieden Desperado City en het Bobbejaan Schoepenplein.
De attractie is gebouwd in opdracht van de familie Schoepen door de Duitse fabrikant Anton Schwarzkopf. Monorail opende in 1976. Er is geen minimumlengte voor bezoekers, maar onder de 1,4 m, moet je begeleid worden door een volwassene.
Monorail is de enige monorail die er in nog te vinden is in België. Vroeger was er ook een in Bellewaerde en Plopsaland De Panne, maar die zijn in 2007 verwijderd. Er was vroeger nog een kleinere monorail te vinden in Bobbejaanland. Deze had maar 1 station en reed zonder bestuurder zijn traject. In 1994 werd de Kleine Monorail afgebroken.

## Traject
Met de Monorail kan men een rondje door het park maken. Het parcours heeft 2 stations. Het eerste station staat bij de ingang van het park, op het Bobbejaan Schoepenplein. Wanneer hij hier vertrekt, maakt hij eerst een bocht over de parking en gaat over het paviljoen waar vroeger de windmolen stond. Hierna rijdt hij langs de kinderattracties en Sledge Hammer om zijn laatste halte in Desperado City te bereiken. In dit station vind je verschillende miniatuur modellen van attracties zoals van Typhoon en Speedy Bob. Wanneer hij terug naar zijn beginstation rijdt, via Kinderland en Terra Magma (waar vroeger nog een station was) gaat hij door de rotsformaties van de Wild Water Slide, naast Bootvaart en Typhoon om na een kwartier een rondje te hebben gemaakt. Naast de glijbanen aan El Rio, is een station waar de treinen staan als ze niet rijden.

## Project
Er was ooit een idee geweest om de Monorail om te dopen tot de Bobbejaan Tours. Bij deze verandering zouden de treintjes verwijderd worden, en vervangen worden door Amerikaanse schoolbussen met plaats voor 18 personen. In de nieuwe treintjes zouden schermen moeten komen te hangen met info over het volgende station. Hier werd o.a. vermeld welke attracties daar te vinden waren. De schermen moesten ook het aantal beschikbare plaatsen weergeven voor de wachtende mensen. Dit zou worden geteld door een drukgevoelige plaat aan de ingang van de bus. De treintjes zouden geleverd worden door de fabrikant Caripro.
Voor dit project zouden de huidige stations aangepast moeten worden, zodat de treintjes binnen kunnen rijden. Er werd ook besloten om nog twee stations bij te bouwen nabij Kinderland en de Hall 2000 waar de Revolution staat.
Dit project kon uiteindelijk niet doorgaan, omdat de fabrikant Caripro in 2001 failliet ging.

## Treinen
In het begin waren er 4 treinen, deze hadden een ander uiterlijk dan nu. Elk treintje had een achtergrondkleur met daar lijnen op. De eerste trein was wit met rode lijnen, de tweede wit met blauwe lijnen, de derde blauw met gele lijnen en de vierde geel met groene lijnen. Die laatste was de eerste trein die gesloopt werd. Hierna reden er nog maar drie. Later, wanneer de treinen een onderhoudsbeurt moesten krijgen, werd nog een trein gesloopt en de overige twee kregen een uiterlijk met reclame van ijsfabrikant Ola. De enige originele trein die momenteel nog in het park staat is de gele trein. Deze staat in de overdekte garage nabij El Rio. Deze trein wordt enkel nog bewaard voor onderdelen.
Na de opening van Land of Legends kregen de twee, nog bestaande en rijvaardige, treinen een nieuw uiterlijk. De achtergrondkleur werd zwart met op elk wagon een van de vier onderdelen van Land of Legends.

## Trivia
- Tijdens het voorseizoen van 2019 bleef de monorail gesloten door de bouw van Fury, tijdens deze sluiting werden de twee treinen opnieuw bestickerd in het thema van de vier rijken uit Land of Legends. Het zijn nog steeds dezelfde treinen als bij de opening.
- Ook in seizoen 2020 bleef de monorail gesloten omwille van de COVID-19-pandemie.

Afbeeldingen